# Организиране на конгреси и търговски изложения
Организирането на конгреси и търговски изложения е подотрасъл на административните офис дейности и друго спомагателно обслужване на стопанската дейност в Статистическата класификация на икономическите дейности за Европейската общност.
Секторът обхваща организирането и промотирането на еднократни или периодични събития като търговски изложения, панаири, конгреси и конференции. Повечето такива събития се организират от малки агенции със специфичен опит, които наемат площи за провеждането им, но по-големите предприятия в отрасъла експлоатират собствени изложбени и конферентни съоръжения.
Към 2023 година в България двете най-големи предприятия в отрасъла са „Интер Експо Център“ в София и „Международен панаир Пловдив“ в Пловдив.